# Brognard
Brognard é uma comuna francesa na região administrativa de Borgonha-Franco-Condado, no departamento de Doubs. Estende-se por uma área de 2,9 km². Em 2010 a comuna tinha 491 habitantes (densidade: 169,3 hab./km²).